# 피자인
피자인(영어: Pizza Inn)은 미국 텍사스주에 본사가 있는 피자 전문 체인점이다. 1958년에 댈러스에서 처음 영업을 시작하였으며, 현재 12개국에서 300여개의 체인을 운영하고 있다.
대한민국에는 1985년에 도입되었으나, 1997년에 모두 철수하였다.